# 280
| 280                |
| ------------------ |
| Dødsfald - Fødsler |
|                    |

| Gregoriansk kalender | 280 CCLXXX              |
| Ab urbe condita      | 1033                    |
| Armensk kalender     | I/T                     |
| Kinesiske kalender   | 2976 – 2977 己亥 – 庚子 |
| Etiopisk kalender    | 272 – 273               |
| Jødisk kalender      | 4040 – 4041             |
| Hindukalendere       |                         |
| - Vikram Samvat      | 335 – 336               |
| - Shaka Samvat       | 202 – 203               |
| - Kali Yuga          | 3381 – 3382             |
| Iransk kalender      | 342 BP – 341 BP         |
| Islamisk kalender    | 353 BH – 352 BH         |

Se også 280 (tal)